# Colias alta
Colias alta är en fjärilsart som beskrevs av Otto Staudinger 1886. Colias alta ingår i släktet Colias och familjen vitfjärilar. Inga underarter finns listade i Catalogue of Life.